# Traiectum

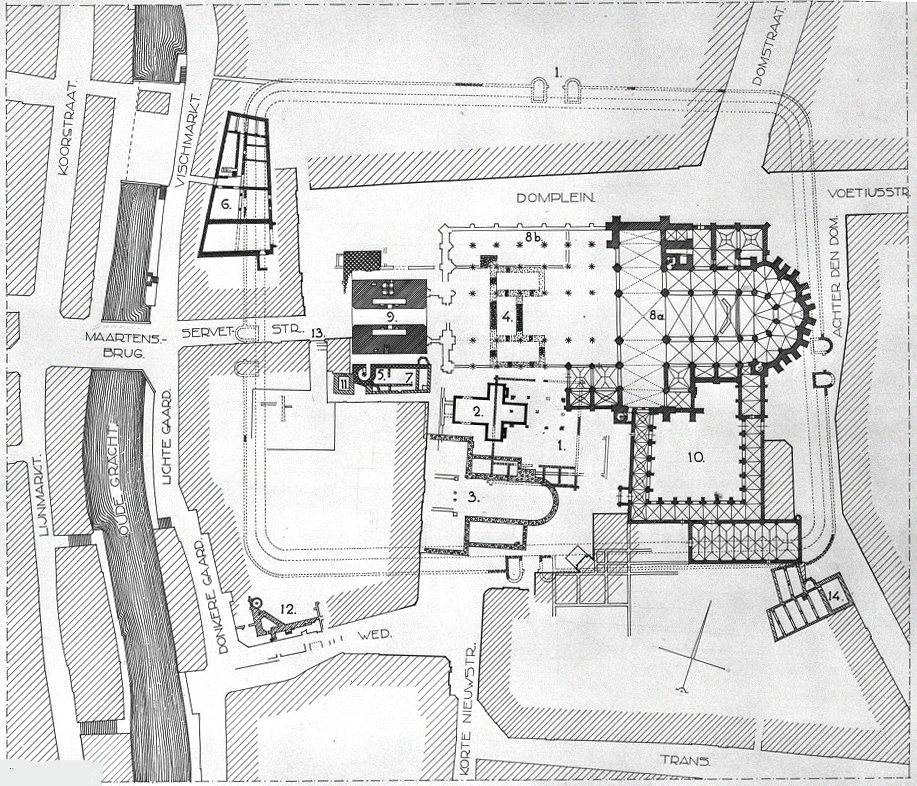
Karte der Begrenzungen des Lagers

Traiectum war ein römisches Auxiliarkastell am Niedergermanischen Limes, der seit 2021 Bestandteil des UNESCO-Weltkulturerbe ist. Das ehemalige Militärlager und heutige Bodendenkmal liegt unter dem Domplatz im Zentrum der Stadt Utrecht in den Niederlanden. Das Kohortenkastell bestand von 47 bis um etwa 260 n. Chr. und weist insgesamt fünf Bauphasen auf.

## Lage
Traiectum befand sich am südlichen Ufer des ehemaligen Kromme Rijn, auf einem etwas höher gelegenen Bereich des Ufergeländes, vermutlich in der Nähe einer Furt, worauf der Name Traiectum hindeutet. Das heutige Bodendenkmal liegt im Zentrum der Stadt Utrecht, im Bereich des Domplatzes (Domplein) und seiner unmittelbaren Umgebung, etwa 3,80 m unter dem heutigen Laufniveau.

## Forschungsgeschichte
Die ersten Reste von Traiectum wurden im Jahre 1927 bei Renovierungsarbeiten am Dom entdeckt. Weitere Ausgrabungen fanden in den 1930er und 1940er Jahren unter der Leitung des Archäologen Albert van Giffen statt. Sie wurden bis in die heutige Zeit fortgesetzt, wann immer sich durch Baumaßnahmen die Gelegenheit ergab, in das Erdreich unter Utrecht vorzustoßen. Bedingt durch die dichte Überbauung seit dem Mittelalter sind nur wenige Flächen über dem ehemaligen Kastell frei zugänglich, so dass bislang nur etwas mehr als fünf Prozent des Kastellareals archäologisch untersucht werden konnten.

## Geschichte und archäologische Befunde
Das römische Militärlager hatte insgesamt fünf Bauphasen. Sein Beginn steht vermutlich im Zusammenhang mit der Verstärkung des niedergermanischen Limes unter der Statthalterschaft des Gnaeus Domitius Corbulo im Jahre 47 n Chr. Die erste Bauphase bestand aus einem Holz-Erde-Kastell mit breiter Prätorialfront in der Form eines unregelmäßigen Rechtecks mit Seitenlängen von 118 m mal 145 m. Das Lager bedeckte somit eine Fläche von circa 1,71 Hektar, womit es zu den kleineren Kastellen seiner Art gehörte. Es war von einem Holz-Erde-Wall und zwei Spitzgräben von jeweils zwei Metern Breite umgeben. Im Inneren des Militärlagers konnten Spuren der Principia (Kommandantur) und von Mannschaftsbaracken nachgewiesen werden. Um das Jahr 50 gab es eine Umbauphase, die aber an der Größe und der Struktur des Lagers nichts Wesentliches änderte. Im Jahre 69 wurde das Kastell, vermutlich im Zusammenhang mit den Ereignissen des Bataveraufstands durch Feuer zerstört. Hierfür spricht eine mächtige Brandschicht, in der ein Hortfund mit insgesamt 50 Aurei gefunden wurde, deren jüngster auf das Jahr 68 datiert werden konnte.
Der Wiederaufbau erfolgte im Jahre 70 oder unmittelbar danach. An Bauweise, Größe und Struktur des Kastells änderte sich nichts. Das Lager dieser dritten Bauphase existierte bis in die Mitte des zweiten Jahrhunderts, als es durch eine vierte Bauphase abgelöst wurde, in der ebenfalls keine nennenswerten Änderungen nachgewiesen werden konnten. Die vierte Bauphase hatte bis um das Jahr 200 Bestand.

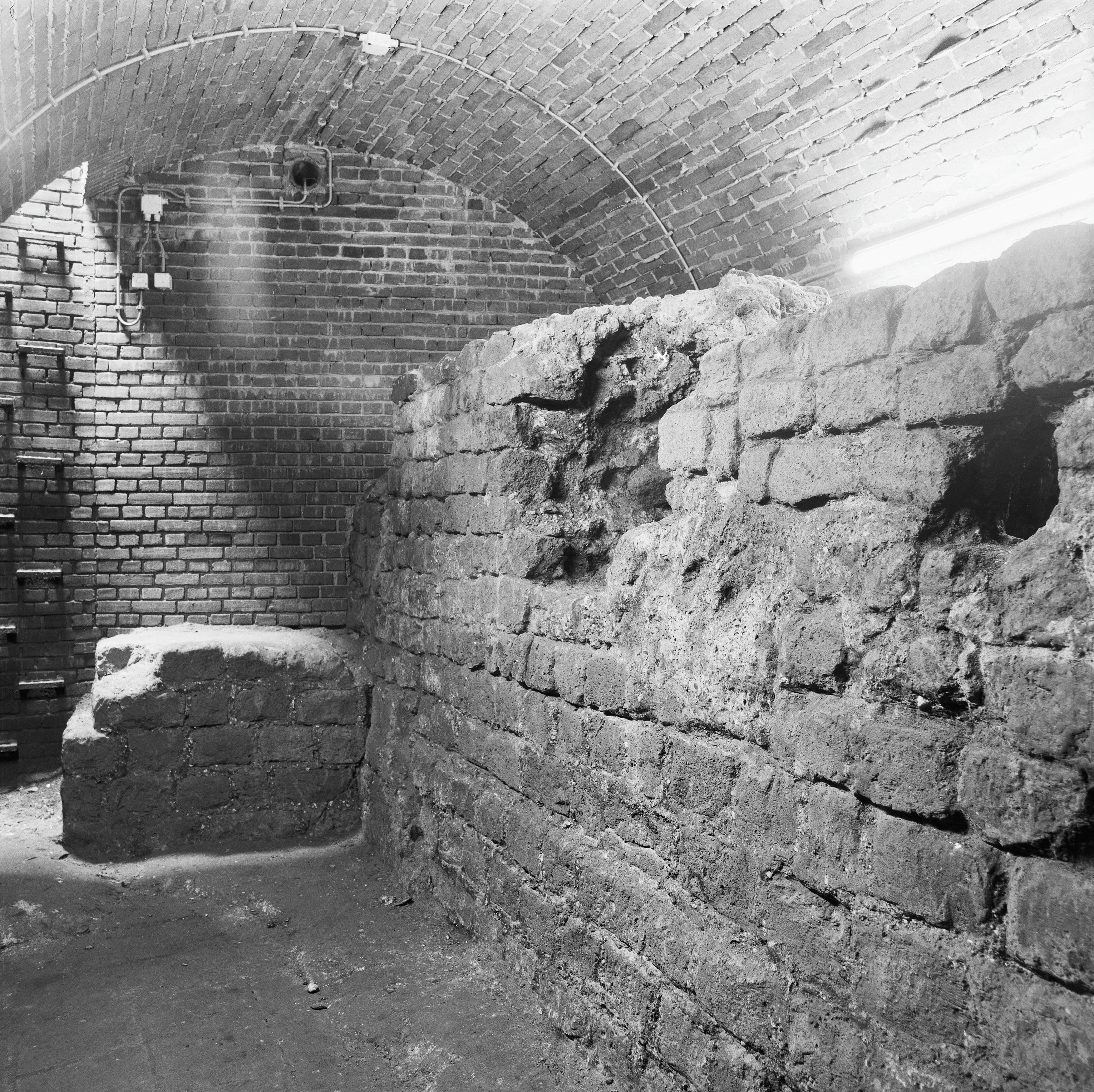
Mauer des Steinkastells unter dem Domplein

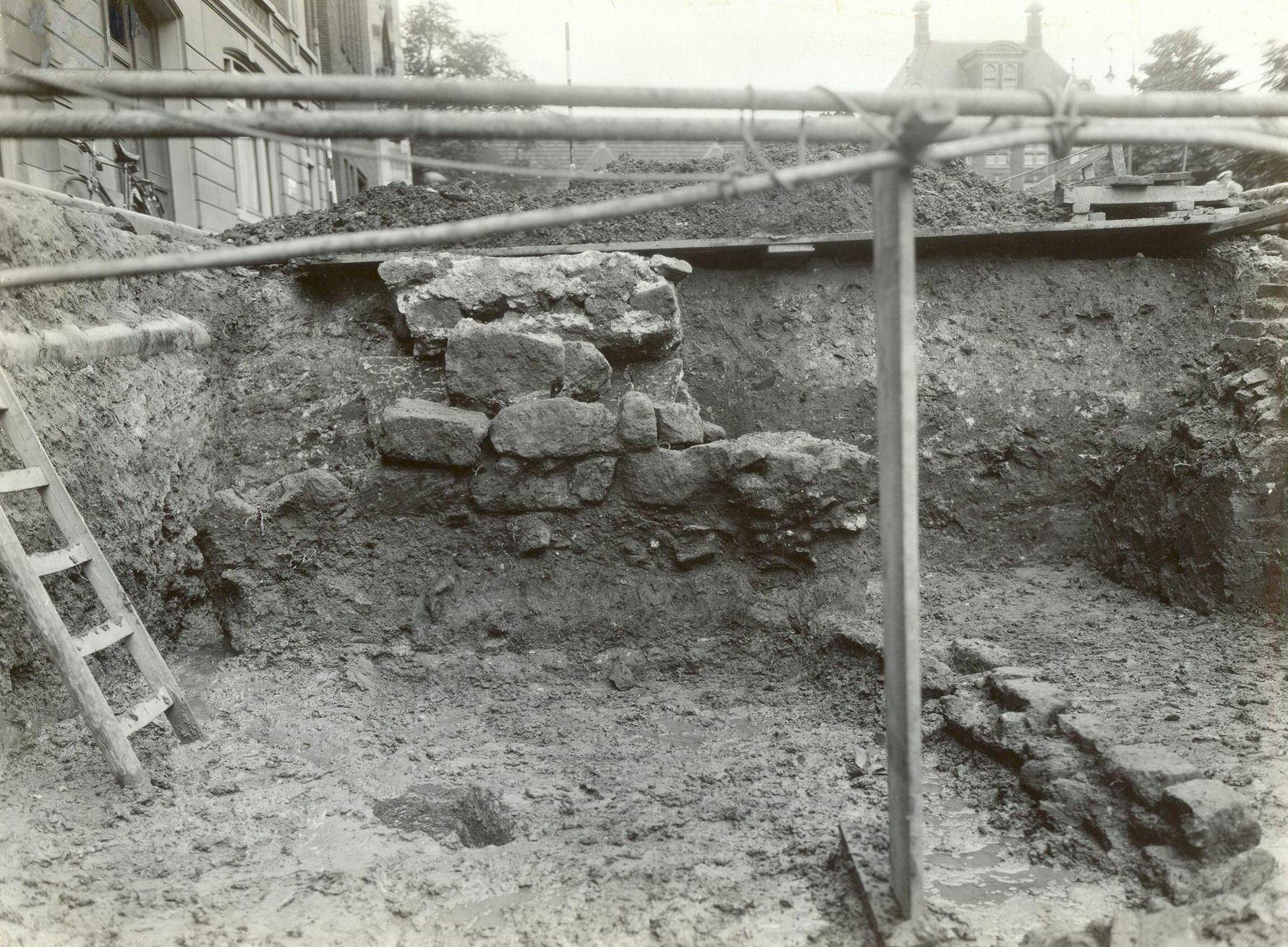
Reste der Mauer einer Mannschaftsbaracke während der Ausgrabungen 1933

Um das Jahr 200 wurde die bisherige Holz-Erde-Bauweise durch ein steinernes Lager abgelöst. Das Steinkastell besaß einen rechteckigen Grundriss von 124 m mal 151 m Seitenlänge, womit es eine Fläche von rund 1,87 Hektar beanspruchte. Die Tore waren mit aus der Mauerflucht hervorspringenden, halbrunden Türmen versehen, die Mauer von einem circa neun Meter breiten Spitzgraben umgeben. Im Inneren des Kastells wurde die Principia nachgewiesen und vollständig ausgegraben. Sie bestand aus einem 27 m mal 27 m großen Steinbau. Der einzige Eingang lag an der Nordseite und führte in ein von einer Porticus umgebenes Atrium. An der Rückseite befanden sich insgesamt fünf Räume. Die Räumlichkeiten waren mit einer Hypokaustanlage ausgestattet. Der mittelste Raum wurde als Fahnenheiligtum (aedes oder sacellum) angesprochen, er war mit einem Altar versehen. Ein weiterer Altar befand sich in der Mitte des Atriums. Das Steinkastell war bis etwa zum Jahr 260 oder kurz danach in Funktion.
Die Truppen aus der frühen Zeit von Traiectum sind nicht bekannt. Seit flavischer Zeit, spätestens ab dem Jahr 88/89, war hier die Cohors II Hispanorum peditata pia fidelis (2. Infanteriekohorte der Spanier mit den Beinamen die Fromme, die Treue) stationiert. Möglicherweise blieb sie bis zur Aufgabe des Standortes in diesem Kastell.

## Vicus und Gräberfeld
Im Osten und im Westen des Kastells wurden Areale des Vicus festgestellt, der Zivilsiedlung, die bei jedem römischen Militärlager anzutreffen ist, in der sich Schankwirte, Händler, Prostituierte und andere Dienstleister sowie Angehörige der Soldaten niederließen. Der Vicus von Traiectum erstreckte sich vermutlich an den Verlängerungsachsen der Via principalis und der Via decumana. Der östliche Teil des Vicus, der vermutlich zeitgleich mit dem Kastell entstand, besaß eine Grundfläche von etwa 2,2 Hektar. Der westliche Teil bedeckte eine Fläche von rund 1,6 Hektar. Seine Anfangsdatierung ist noch ungesichert. In der zweiten Hälfte des zweiten Jahrhunderts wurde das Areal des Vicus um einen halben Meter aufgeschüttet, vermutlich um den sich verstärkenden Hochwassern des Rheines zu begegnen.
Im Jahr 2007 wurde rund 600 Meter südwestlich des Kastells ein Gräberfeld aus der frühesten Phase der Garnison entdeckt.

## Nachkastellzeitliche Befunde und Funde
In Vicus- und Kastellareal konnten zwei Gebäude ungesicherter Funktion aus dem vierten Jahrhundert nachgewiesen sowie einzelne Funde aus demselben Jahrhundert geborgen werden. Unter dem Fundmaterial befinden sich vereinzelte Keramikscherben sowie Münzen des römischen Kaisers Galerius, des Crispus (ältester Sohn des Kaisers Konstantin) und der Helena, der Mutter des Konstantin. Diese Funde und Befunde stehen in keiner Kontinuität zu den Kastellen des ersten bis dritten Jahrhunderts. Eine dauerhaft besetzte Fortifikation gab es ab dem letzten Viertel des dritten Jahrhunderts nicht mehr. Vielleicht handelt es sich um die Hinterlassenschaften römischer Patrouillen des vierten Jahrhunderts.

## Reihen, Periodika
- Basisrapportages Archeologie der Gemeente Utecht, Afdeling Erfgoed, 2004ff., alle Ausgaben sind als pdf abrufbar
- Archeologische Kronieken van Provincie Utrecht, 1970–2005, alle Ausgaben sind als pdf abrufbar